# Michele Mang

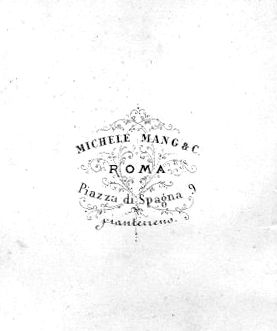
Firmensignet, 1860er Jahre

Michele Mang (* wohl um 1840 in Deutschland; † 22. Februar 1909 in Rom) war ein deutschrömischer Fotograf.

## Leben

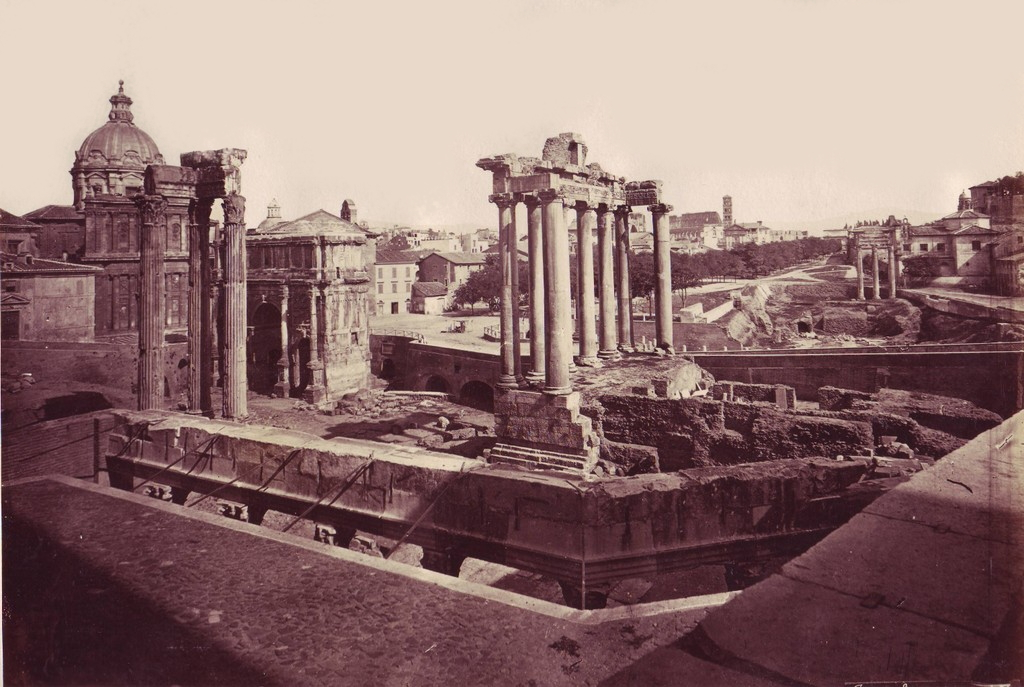
Ansicht des Forum Romanum, Foto

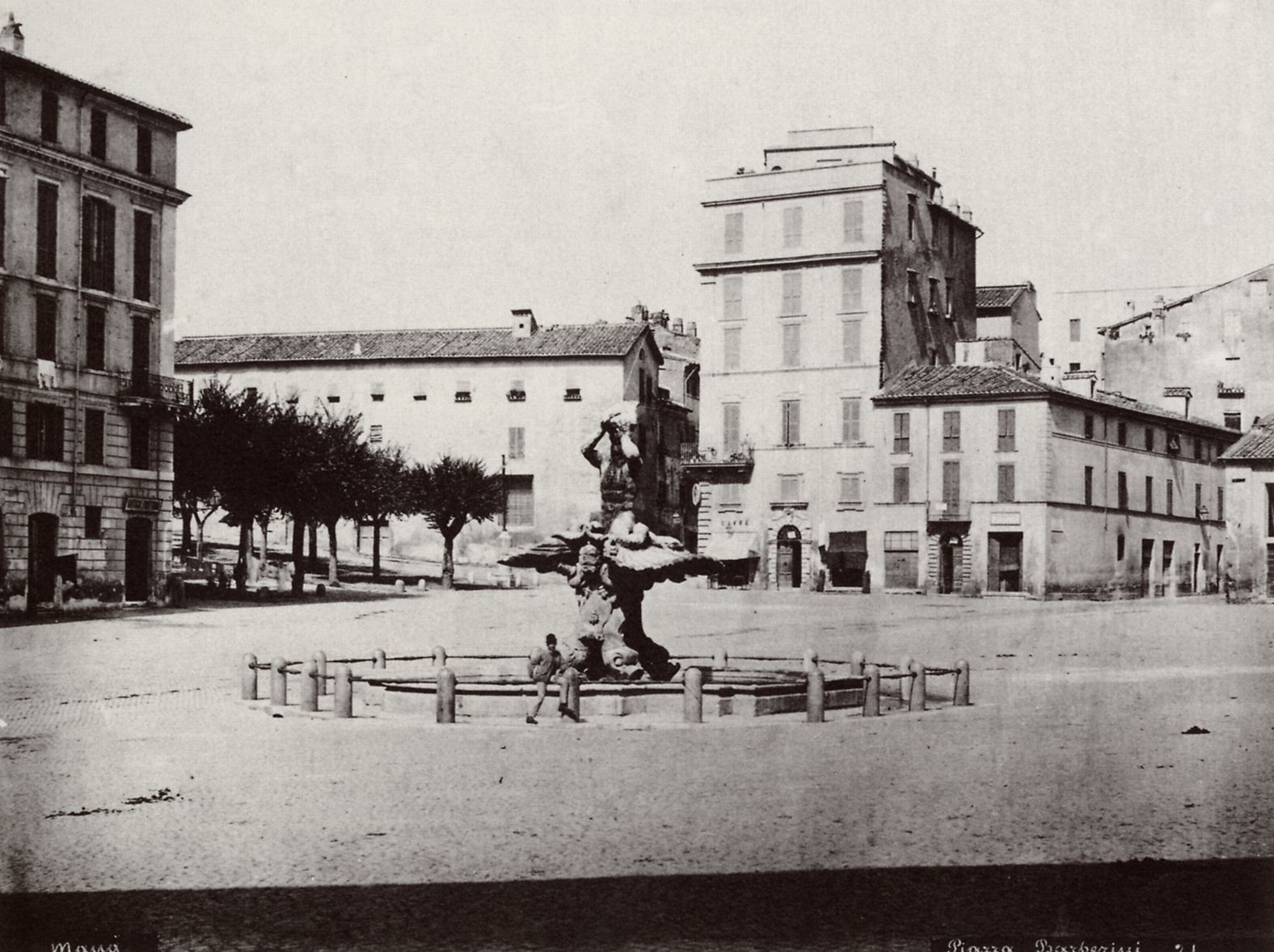
Ansicht der Piazza Barberini, Foto um 1868

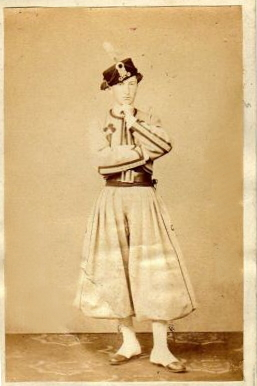
Päpstlicher Zuave, Foto

Mang stammte aus dem Königreich Bayern und kam in den 1860er Jahren nach Italien. Seit Anfang 1863 lebte er in Rom, wo er dem Deutschen Künstlerverein angehörte und sich auf Porträtfotografie und fotografische Ansichten der Stadt spezialisierte. Insbesondere beschäftigte er sich mit Stereoskopie. Zunächst hatte er sein Atelier an der Piazza di Spagna 9. Im Jahr 1871 übernahm er das Fotoatelier seines Freundes Oswald Ufer in der Via Felice 113 (heute Via Sistina 113). Anlässlich des Pontifikaljubiläums Pius IX. fertigte er in diesem Jahr ein Porträt des Papstes. Die bekannte Zeit seiner Werktätigkeit reicht bis 1887, als der Fotograf Teodoro Fabbri ihm als Besitzer des Ateliers nachfolgte. Zusammen mit Ufer perfektionierte Mang in Rom das in Berlin erfundene Verfahren des Drucks von Fotografien mittels einer handelsüblichen Tintenpresse.